# サーリン・ロナギアット
サーリン・ロナギアット（タイ語:  สาริน รณเกียรติ、英語:  Sarin Ronnakiat 、1995年1月4日 - ）は、イン（タイ語: อิน、英語: Inn）という愛称で知られるタイの俳優。

## 人物
バンコク出身。「サーリン」という名前は彼の母親が名付け、「すべての中心にある者」という意味がある。姉と妹が1人ずついる。高校生の頃からかわいい男の子としてタイのさまざまな媒体で取り上げられていた。幼い頃からアートや建築が好きだった。
バンコクの名門男子校、Bangkok Christian Collegeを卒業後、チュラーロンコーン大学建築学部国際プログラム（INDA）に進学し2017年に卒業した。。
大学4年生の時にドラマのキャスティングオーディションに参加したが、途中で韓国へ留学したため、役が決まるまでタイと韓国を6往復した。
大学卒業後はエンターテインメント業界に入り、Get 102.5のDJとして活動を開始。2018年にチャンネル3で初のドラマ出演を果たした。
2023年8月、GMMTVへの所属を発表した。2024年放送のBLドラマ『Wandee Goodday』で主演を務めた。

## フィルモグラフィー

### テレビドラマ
| 年   | 作品名                      | 役名           | 役どころ |
| ---- | --------------------------- | -------------- | -------- |
| 2018 | Duang Jai Nai Fai Nhao      | Thanu          | 助演     |
| 2019 | The Man Series: Pupa        | Perm           | 助演     |
| 2019 | Thong EK: The Herbal Master | Pupa Klakraeng | 主演     |
| 2019 | The Man Series: Pat         | Pupa Klakraeng | 助演     |
| 2020 | Fak Fah Kiri Dao            | Kiri           | 主演     |
| 2020 | Kwam Song Jum See Jang      | Jim            | 脇役     |
| 2022 | The Miracle of Teddy Bear   | Taohu          | 主演     |
| 2024 | Wandee Goodday              | Wandee         | 主演     |
| 2025 | Memoir of Rati              | Rati           | 主演     |

## ディスコグラフィー

### シングル
| 年   | タイトル          | アーティスト                | 備考                  |
| ---- | ----------------- | --------------------------- | --------------------- |
| 2022 | ปลดล็อก            | สาริน รณเกียรติ, ธัชพล กู้วงศ์บัณฑิต |                       |
| 2024 | วัน(ที่)ดี (Good Day) | Inn Sarin                   | 『Wandee Goodday』OST |